# Тамариндито
Тамариндито (исп. Tamarindito) — руины города цивилизации майя в регионе Петешбатун (северная Гватемала).

## История
Первые поселения у озера Тамариндито появились в средний доклассический период — между 2000 и 1000 годами до н. э. В раннеклассический период здесь сформировалось царство. Оно было одним из древнейших царств бассейна реки Пасьон. Старинное название его пока не дешифровано полностью — Яш- … льналь (это название самого города и царства). По легенде, основателем государства было мифическое существо Мин-Мо-Эк («Квадратоносый Зверь-Попугай-Звезда»), который правил в 3114 году до н. э.
Царская династия образовалась в I или II века. Исследования свидетельствуют о важности Тамариндито уже во 2-й половине V — середине VI века. Наличие источников воды и значительной части плодородных почв (при использовании террасирования) способствовало его экономическому, а вскоре политическому и военному подъему. До основания «Озера Водяного Дракона» (Дос-Пилас) в 632 году Тамариндито вместе с Сейбалем и Арройо-де-Пьедра властвовало в Петешбатуне. В то же время оно стало одним из ключевых центров земледелия в Петене.
К VIII веку благодаря династическим бракам были присоединены несколько небольших владений-царств союзников, в частности Чакха. В то же время в течение длительного времени ахавы Тамариндито сохраняли дружеские и союзнические относили с Мутульским царством. Это в конечном итоге привело к конфликтам с Канульским и Южно-Мутульским царствами. Во второй половине 710-х годов властитель последнего Ицамнаах-Кьавииль нанёс поражение Ах-Ик-Волоку, ахаву Тамариндито. В конце концов тот погиб, и сама династия была свергнута. Ицамнаах-Кьавииль передал власть боковой линии местной династии, происходившей из Чакхи. Новый ахав Мо-Балам перенёс столицу царства из Тамариндито в Арройо-де-Пьедра.
Во 2-й половине VIII века город достиг наивысшего расцвета. В 760—761 годах царь Чаналь-Балам на некоторое время вернул свою резиденцию в Тамариндито. В союзе с другими государствами Петешбатуна было нанесено сокрушительное поражение Южно-Мутульскому царству. Правление Чаналь-Балама было периодом нового подъёма города и царства. Последнее упоминание о Тамариндито датируется 762 годом (9.16.11.7.13 7 Бен 11 Яш по календарю майя). Впрочем, по данным археологических раскопок, город просуществовал дольше.
Царство Тамариндо исчезло в первой трети IX века. Накануне своего конца царство переживало тяжёлые времена, о чем свидетельствует оборонная стена по краю обрыва в Арройо-де-Пьедра. Ещё в 810-х годах значительная часть населения переселилась к городищу, известному как Пунта-де-Чимино. Впрочем, в отличие от соседних городов, отсутствуют сведения, Тамариндито был захвачен врагами. После 830 года город был оставлен, а жизнь теплилась только на его периферии.

### Ахавы
- Властитель 1 (490-е — после 513)
- Вакох-К’инич (534—554)
- Властитель 3 (570-е)
- Властитель 4 (до 613)
- Чаналь- … К’инич (613 — после 633)
- Ах-Ахан-Нах (до 660)
- Ах-Ик'-Волок (701/702 — ок. 717)
- Мо-Балам (ок. 717—725)
- Чак Би ..- Ак (725 — ок. 760)
- Чаналь-Балам (760 — конец VIII в.)

## Описание
Руины расположены в регионе Петешбатун департамента Петен в северной Гватемале. Рядом есть озёра Тамариндито, Эль-Райтеро, Лас-Посас, на расстоянии 6 км находится озеро Петешбатун. В 10 км восточнее Тамариндито есть руины другого города майя Дос-Пилас.
Всего выявлено 140 структур, 3 иерографические лестницы, 1 площадка для игры в мяч, 6 стел, 7 панелей, 2 алтаря . Особенностью является наличие различных архитектурных стилей майя, которые часто смешиваются в одном комплексе, отсутствие оборонительных сооружений (лишь в самом конце существования их частично построили), наличие малых групп жилых домов, сгруппированных вокруг небольших центральных дворов (Q4-1, Q5-1-Q5-4, Q6-1-Q6-2, R6-1 -R6-2), длинной дороги-дамбы, ритуально-административного центра.
Ритуально-административное ядро состояло из двух групп — «А» и «В». Центр окружали жилые районы. Рядом с жилищами располагались террасы для земледелия.
Центр сначала располагался в группе «В». Здесь были возведены храмовые пирамиды, а также раннеклассический дворцовый комплекс. По размеру она превосходит группу «А». Севернее её площади идет дорога-дамба. За пределами плотины располагалась Южная площадь, которая и была собственно резиденцией ахавов. Основными зданиями являются 31-33 (составляют Северную площадь), 44, 61. Здание 44 (расположено в западной части Центральной площади) является пирамидой и одним из самых высоких сооружений Тамариндито, достигая высоты 10 м. Также на территории этой группы найдено 3 иерографические лестницы, где написано об истории правящей династии.
Группа «А» (известная также как Серро-де-Картография) располагалась на высоте 203 м над уровнем моря. Это самый высокий холм на городище. Считается, что он был избран в оборонительных целях. Монументальное строительство здесь началось уже в позднеклассической время. В VIII веке здесь был создан ансамбль из 7 площадей, включавший пирамиду (здание 1), дворцовый комплекс (здания 5-16) и сооружения с террасами на склоне холма.
Малые группы жилых домов располагаются на периферии или чуть дальше от центра, составляют всего 12 групп и 56 структур общей площадью 1450 м². Значительная часть из них построена в позднеклассический период.

## История исследований
В 1970 годах Министерством образования Гватемалы этому археологическому объекту был присвоен статус Национальной доиспанской достопримечательности. Несмотря на это, в 1970-х годах он был существенно ограблен «чёрными археологами» и местными жителями. Исследованию также мешали действия повстанцев, особенно в 1990-х годах.
Первые значительные исследования проведены в 1984 году Яном Грэхемом, Мерло Грин и Стивеном Д. Хьюстоном. В 1990 году здесь начал работать региональный археологический проект Петешбатун во главе с Хьюстоном и Освальдо Чинчиллой. В 1991—1994 годах раскопки были продолжены под руководством Хуана Антонио Вальдеса.
В 2009—2012 осуществлялся археологический проект Тамариндито во главе с Маркусом Эберле и Клаудией Вело. Све Гронмайер составил новый каталог всех монументов Тамариндито.